# Groisy
Groisy è un comune francese di 3 195 abitanti situato nel dipartimento dell'Alta Savoia, nella regione dell'Alvernia-Rodano-Alpi.

## Società

### Evoluzione demografica
Abitanti censiti